# Zethes bilineatus
Zethes bilineatus là một loài bướm đêm trong họ Erebidae.